# Thomas Moloney
Thomas „Tom“ Moloney ist ein ehemaliger australischer Radrennfahrer und nationaler Meister im Radsport.

## Sportliche Laufbahn
Moloney war im Straßenradsport und im Bahnradsport aktiv. 1970 wurde er Zehnter in der Tour of Ireland und belegte im Amateurrennen der UCI-Straßen-Weltmeisterschaften den 61. Platz. 1971 kam er im Milk Race auf den 18. Rang und im Einzelrennen der UCI-Straßen-Weltmeisterschaften auf den 87. Platz. 1973 wurde er 23. in der Österreich-Rundfahrt. In der Internationalen Friedensfahrt wurde er 59. des Endklassements.
Moloney lebte einige Jahre in Großbritannien und bestritt dort Rennen. 1972 siegte er in der britischen Meisterschaft im Zweier-Mannschaftsfahren mit Murray Hall als Partner. Beide hatten eine Lizenz des britischen Radsportverbandes und waren damit startberechtigt. In der britischen Stehermeisterschaft 1972 wurde er hinter Roy Cox Zweiter.
Von 1988 bis 1991 war er als Berufsfahrer in australischen Radsportteams aktiv.